# Dacnomys millardi
Dacnomys millardi је врста глодара из породице мишева (Muridae).

## Распрострањење
Ареал врсте је ограничен на мањи број држава. Врста има станиште у Индији, Кини, Лаосу, Вијетнаму и Непалу.

## Станиште
Станишта врсте су шуме и бамбусове шуме од 1.050 до 3.000 метара надморске висине.

## Угроженост
Подаци о распрострањености ове врсте су недовољни.